# 坦普爾 (新罕布什爾州)
坦普爾（英語：Temple）是一個位於美國新罕布什爾州希爾斯波羅縣的鎮。

## 人口
根據2020年美國人口普查的數據，坦普爾的面積為58.20平方千米，當中陸地面積為57.60平方千米，而水域面積為0.60平方千米。當地共有人口1382人，而人口密度為每平方千米24人。